# Jacqueline Fontyn
Jacqueline barones Fontyn (Antwerpen, 27 december 1930) is een Belgische componiste, muziekpedagoog, dirigent en pianiste. In 1993 werd zij door Koning Boudewijn I van België tot barones geadeld. Zij is tegenwoordig een van de belangrijkste en bekendste Belgische componisten in het buitenland. Als componiste is zij wereldwijd succesrijk, werd met internationaal belangrijke en prestigieuze prijzen onderscheiden en krijgt vele opdrachten uit de hele wereld. Tot nu geeft zij wereldwijd meesterklassen voor compositie. 

## Levensloop
In haar vijfde levensjaar begon zij met pianoles bij Ignace Bolotine. Op negenjarige leeftijd had zij haar eerste kleine stukken gecomponeerd en op 14-jarige leeftijd had zij het besluit genomen componiste te worden. Haar pianolessen deed zij bij Marcel Maas en studeerde in Brussel muziektheorie en compositie bij Marcel Quinet en in Parijs bij Nadia Boulanger en vooral Max Deutsch. De laatstgenoemde maakte haar - hoe kon het bij een leerling van Arnold Schönberg anders zijn? - met de twaalftoonstechniek vertrouwd. In Parijs leerde zij ook de muziekwetenschapper Denijs Dille kennen, een vriend van Béla Bartók. Door Bartók ontdekte zij de meesterwerken van de muziek van de 20e eeuw. Ook in Wenen bij Hans Swarowski orkestdirectie en aan de Belgische Chapelle Musicale Reine Elisabeth in Waterloo studeerde zij en voltooide haar studies in 1959 met de diploma's. Later leerde zij beroemde persoonlijkheden vanuit het muziekleven kennen zoals Goffredo Petrassi, Witold Lutosławski en Henri Dutilleux, voor wie zij veel bewondering had en die haar wederom veel gemotiveerd hebben. 
Zij stichtte in Antwerpen een gemengd koor Le Tympan en dirigeerde dit koor ook zeven jaar lang. Twee jaren dirigeerde zij het symfonisch orkest van de Katholieke Universiteit van Leuven in België.
In 1961 huwde zij de componist, muziekpedagoog en organist Camille Schmit. Zij hebben samen twee kinderen Pierre Schmit en Ariane (Naira) Schmit.
Van 1963 tot 1970 doceerde zij aan het Koninklijk Vlaams Conservatorium te Antwerpen het vak contrapunt. Van 1970 tot 1990 was zij professor aan het Koninklijk Conservatorium te Brussel en leert daar eerst contrapunt en later compositie. Verder doceert zij aan de Georgetown University, de American University en de Maryland University in Washington D.C. en was als muziekpedagoog in Baltimore, Los Angeles, Caïro, Seoel en Tel Aviv werkzaam. Zij is lid van de   
Académie Royale des sciences, des lettres et des beaux-arts de Belgique, de Franstalige tegenhanger van de Koninklijke Vlaamse Academie van België voor Wetenschappen en Kunsten.
Compositorisch heeft zich haar stijl in de loop der jaren ontwikkeld. Haar manier van uitdrukken is een spel van diverse klanktimbres en sonoriteiten of ook van gecontroleerde aleatorik. De muzikale spraak is persoonlijk, eigentijds en met veel uitdrukking.

## Composities

### Werken voor orkest
- 1956 Danceries, voor orkest
- 1957 Vent d'Est voor accordeon en 12 strijkers
- 1957 Mouvements concertants voor twee piano's en strijkers
- 1961 Deux estampies, voor orkest
- 1962 Digressions, voor cello solo en kamerorkest
- 1964 Six ébauches, voor orkest
- 1964 Digressions, voor kamerorkest
- 1965 Galaxie voor kamerorkest en 17 instrumentalisten
- 1967 Concerto, voor piano en orkest
- 1970 Colloque voor blazerkwintet en strijkers
- 1971 Per Archi voor strijkorkest
- 1971 Pour 11 Archets
- 1972 Evoluon, voor orkest
- 1974 Rêverie et turbulence, voor viool solo en orkest
- 1976 Frises, voor orkest
- 1977 Quatre sites (Vier landschappen), voor orkest (won de Prix Musical International Arthur Honegger in 1988)
- 1978 Halo voor harp en 16 instrumenten of kamerorkest
- 1979 Ephémères voor mezzo-sopraan en orkest
- 1983 Arachné, voor orkest
- 1988 In the green shade, voor orkest
- 1989 Rivages solitaires, concert voor piano en orkest
- 1990 A l'orée du songe, voor altviool solo en orkest
- 1991 Colinda concert voor cello en orkest
- 1992 On a landscape by Turner, voor orkest
- 1995 Vent d'est, concert voor accordeon en strijkers
- 1996 L'anneau de jade, voor orkest
- 1998 Goeie hoop, voor saxofoonkwartet, piano, synthesizer, 5 slagwerkers en orkest
- 2000 ...es ist ein Ozean... dubbelconcert voor fluit, klavecimbel en strijkers
- 2000 Au fil des siècles
- 2002 Ein (kleiner) Winternachtstraum
- 2003 Capricorne, concert voor slagwerk en kamerorkest

### Werken voor harmonieorkest
- 1975 Frises voor symfonisch blaasorkest
  1. Mobile e sfumato
  2. Espressivo
  3. Vivace
- 1982 Créneaux voor symfonisch blaasorkest
  1. Assemblée
  2. Contemplation
  3. Faisceaux
  4. Météores
  5. Brouillard
  6. Choral varié
- 1992 Aratoro (ontleent vanuit de taal van de Maori en staat voor "Pad, die het te ontdekken gilt") voor symfonisch blaasorkest met 2 grote percussie-groepen en piano
- 1993 Blake's mirror voor mezzo-sopraan en symfonisch blaasorkest
  1. The Angel
  2. The Fly
  3. The Tiger
  4. Song
- 2007 Leopoldo Primo, voor harmonieorkest

### Muziektheater

#### Opera's
| Voltooid in | titel       | aktes   | première | libretto                     |
| ----------- | ----------- | ------- | -------- | ---------------------------- |
| 2002        | Virus Alert | 7 aktes |          | Alain Jadot en de componiste |

### Werken voor koren
- 1955 Het was een maghet uitvercoren, oud kerstlied voor gemengd koor

### Vocale muziek
- 1956 Deux rondels de Charles d'Orleans, voor sopraan of mezzosopraan en piano
- 1961 Psalmus Tertius, voor bariton, gemengd koor en orkest
- 1979 Ephémères, voor mezzosopraan en 11 instrumenten (dwarsfluit, hobo, klarinet, slagwerk ad lib., piano en strijkkwintet)
- 1979 Ephémères, voor mezzosopraan en orkest
- 1981 Alba, voor sopraan, klarinet, cello, harp of slagwerk, piano
- 1984 Pro & Antiverb(e)s, voor sopraan en cello
- 1986 Cheminement voor sopraan en 8 uitvoerenden (dwarsfluit, klarinet, hoorn (of klarinet of altsaxofoon), altviool, cello, contrabas, slagwerk en piano
- 1986 Rosa, Rosae, voor sopraan, alt, klarinet, viool, harp en piano
- 1989 Ku Soko, voor sopraan of mezzosopraan of tenor of bariton piano
- 1990 Rose des sables, voor mezzosopraan, spreker, vrouwenkoor en orkest
- 1994 Sieben Galgenlieder, voor sopraan (of mezzosopraan), hobo (of klarinet), cello en piano
- 1997 Ich kannte meine Seele nicht, voor zes vrouwenstemmen (S.S.S.M.A.A.)
- 2001 Naïra, voor mezzosopraan en piano (of harp)
- 2005 Möwen, voor alt, altviool en piano

### Kamermuziek
- 1956 Trio, voor viool, cello en piano
- 1965 Mosaïques, voor klarinet en piano
- 1965 Mosaico, voor Klarinettenkwartet
- 1966 Musica a quattro, voor viool, klarinet of altviool, cello en piano
- 1969 Dialogues, voor altsaxofoon en piano
- 1969 Filigrane, voor dwarsfluit en harp
- 1969 Nonetto, voor dwarsfluit, hobo, klarinet, fagot, hoorn, viool, altviool, cello en contrabas
- 1974 Agami, voor trompet en piano
- 1977 Horizons, 5 schilderijen voor strijkkwartet
- 1979 Zones, voor dwarsfluit, klarinet, slagwerk en piano
- 1980 Mime 1, voor dwarsfluit en piano
- 1980 Mime 2, voor klarinet en piano
- 1980 Mime 3, voor altsaxofoon en piano
- 1980 Mime 4, voor dwarsfluit en harp
- 1980 Mime 5, voor klarinet en harp
- 1981 Mime 7 voor fluit of klarinet of saxofoon en piano
- 1981 Fougères, voor altviool en harp
- 1981 Fougères, voor altsaxofoon en piano
- 1983 Controverse voor klarinet of basklarinet of tenor-saxofoon en slagwerk
- 1983 Pro & Antiverb(e)s voor sopraan en cello
- 1984 Zephyr, voor fagot en piano
- 1984 Either ... Or, voor strijkkwintet (of: strijkkwartet en klarinet)
- 1990 Compagnon de la nuit, voor hobo en harp
- 1991 Polissonnerie, voor slagwerk en piano
- 1993 Sul cuor della terra, voor dwarsfluit, viool, altviool (of klarinet), cello en harp (of piano)
- 1994 Meglio tardi ..., voor dwarsfluit, basklarinet en piano
- 1995 Mime 6, voor dwarsfluit en gitaar
- 1996 La fenêtre ouverte, voor dwarsfluit – of fluit, viola da gamba – of cello, klavecimbel of piano
- 1997 Battement d'ailes voor saxofoonkwartet
- 1998 Aube, voor dwarsfluit(en), gitaar en piano
- 1999 Mime 8, voor viool en harp
- 2000 Fougères, voor altviool en piano
- 2003 Polissonnerie 2, voor twee slagwerkers en piano
- 2003 Iris, voor dwarsfluit(en), viool en altviool
- 2005 Eole, voor drie fluiten (piccolo, alt- en bas)
- 2006 L'Etanèe, voor viool, gitaar, contrabas en accordeon of piano

### Werken voor orgel
- 2000 Enluminures

### Werken voor piano
- 1954 Cappricio
- 1963 Ballade
- 1964 Mosaici
- 1971 Spirales, voor twee piano's
- 1980 Le Gong
- 1980 Bulles, zes korte en lichte stukken voor piano
- 1982 Aura - Hommage à Brahms
- 2003 Diurnes
- 2004 Hamadryades, voor piano vierhandig
- 2006 Breve Incontro, voor twee piano's

### Werken voor harp
- 1974 Intermezzo
- 2000 Intermezzetto

### Werken voor slagwerk
- 2004 Tree of life, voor vier slagwerkers

## Prijzen en onderscheidingen
- 1957 Zilveren medaille bij de Internationale compositiewedstrijd in Moskou 1957;
- 1959 Prix de Rome;
- 1961 Prix Irène Fuerisson van de Koninklijke Vlaamse Academie van België voor Wetenschappen en Kunsten;
- 1961 Prix Koopal;
- 1961 1. Preis der Gemeinschaft Deutscher und Oesterreichischer Künstlerinnenvereine „Gedok" Mannheim;
- 1962 Oscar Espla Prijs 1962 in Alicante, Spanje;
- 1964 Prix "Reine Elisabeth" pour l'oeuvre imposée aux 2èmes éliminatoires du Concours International;
- 1965 1st Price Delta Omicron, International Music Fraternity, Verenigde Staten;
- 1967 Prix des Jeunesse Musicales de Belgique
- 1973 1st Price from the Halifax Teacher’s Association;
- 1974 Prix Camille Huysmans;
- 1988 Prix Musical International Arthur Honegger;
- 1993 Door Koning Boudewijn I van België tot barones geadeld
- 2022 Carrièreprijs (Caecilia Prijzen) van de Vereniging van de Belgische Muziekpers

## Discografie
- World Wind Music - WWM 500.035;  Crèneaux, Blake's Mirror, Aratoro, Frises - Groot Harmonieorkest van de Belgische Gidsen, o.l.v. Norbert Nozy